# Olympische Jugend-Sommerspiele 2018/Teilnehmer (Liberia)
| Gelbes Symbol für Goldmedaillen mit stilisierten Olympischen Ringen | Graues Symbol für Silbermedaillen mit stilisierten Olympischen Ringen | Braundes Symbol für Bronzemedaillen mit stilisierten Olympischen Ringen |
| ------------------------------------------------------------------- | --------------------------------------------------------------------- | ----------------------------------------------------------------------- |
| —                                                                   | —                                                                     | —                                                                       |

Die Jugend-Olympiamannschaft aus Liberia für die III. Olympischen Jugend-Sommerspiele vom 6. bis 18. Oktober 2018 in Buenos Aires (Argentinien) bestand aus zwei Athleten.

## Athleten nach Sportarten

### Leichtathletik
| Mädchen - Princess Dunah 100 m: 33. Platz | Jungen - Sunnyboy Barcon 100 m: 28. Platz |